# مقاطعة كستر (نبراسكا)
مقاطعة كستر (بالإنجليزية: Custer County)‏ هي إحدى مقاطعات ولاية نبراسكا في الولايات المتحدة الأمريكية. يبلغ التعداد 10,784 نسمة، على 5,587 وحدة سكنية.(2016). سميت هذه المقاطعة نسبة للجنرال جورج كستر, الذي شارك بالحرب الاهلية الامريكية.